# 吉益東洞

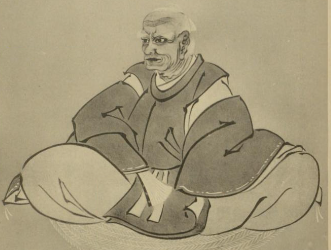
吉益東洞(医家)

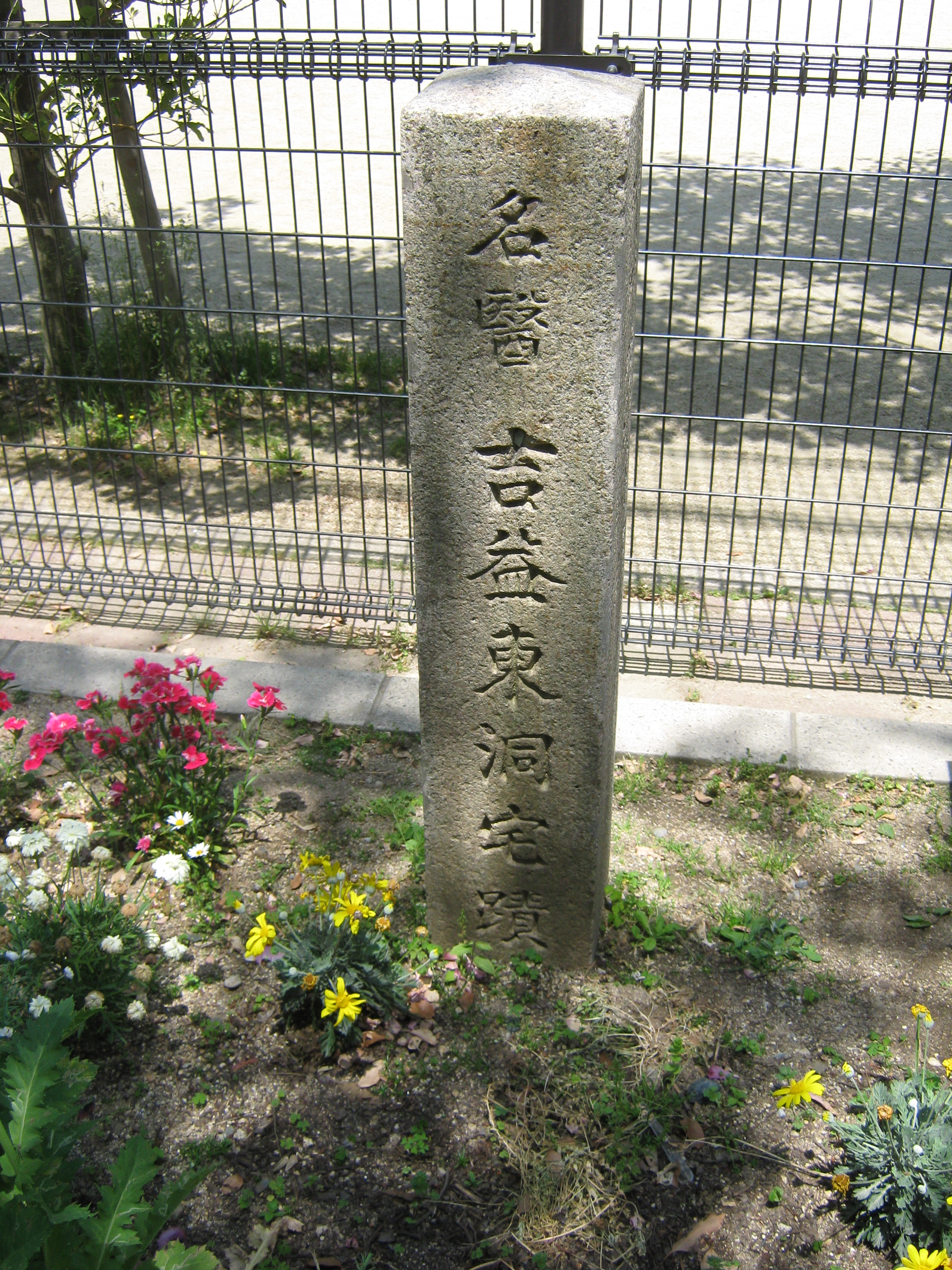
吉益東洞宅蹟、京都市中京区

吉益 東洞（よします とうどう、元禄15年2月5日（1702年3月3日）- 安永2年9月25日（1773年11月9日））は、安芸国山口町出身の漢方医で、古方派を代表する医であり、日本近代医学中興の祖である。父は畠山重宗。名は為則、通称は周助。はじめ東庵と号し、のち東洞。

## 生涯
19歳で発心して医学を学び始め、能津祐順から吉益流金瘡産科を学ぶ。その後は独学で古今の医学書を読破し、後世家医方を排し、古医方によるべきと主張した。元文3年（1738年）堀景山を頼り京都に移り万里街春日小路南（現在の丸太町南）で開業し、同時に曾祖父の姓である吉益に復した。しかし時流に合わず生活は窮乏した。44歳のおり山脇東洋に認められ、世に知られるようになる。47歳の時に東洞院に移転し、これ以降、東洞の号を用いるようになる。
息子の吉益南涯も漢方医として著名で華岡青洲を指導している。
大正4年（1915年）、正五位を追贈された。

## 思想
吉益東洞は『傷寒論』を重視したが、その中の陰陽五行説さえも後世の竄入とみなし、観念論として排した。30歳の頃「万病は唯一毒、衆薬は皆毒物なり。毒を似て毒を攻む。毒去って体佳なり」と万病一毒説を唱え、すべての病気がひとつの毒に由来するとし、当時の医学界を驚愕させた。この毒を制するため、強い作用をもつ峻剤を用いる攻撃的な治療を行った。後の呉秀三や富士川游はこの考え方を近代的で西洋医学に通じるものと高く評価した。
著書には当時のベストセラーとなった『類聚方』、『薬徴』、『薬断』などがあり、『東洞門人録』によると門弟も546名を数え、後世の漢方医学に与えた影響は絶大である。ほとんどの著作を『東洞全集』（呉秀三編．思文閣）や『吉益東洞大全集』（小川新校閲、横田観風監修。たにぐち書店）にみる事が出来る。

## 弟子
- 原右膳（原順吾）[10]：吉益家門人ののち、華岡青洲・春林軒門人となる。